# Canton de Saint-Nazaire-Est
Le canton de Saint-Nazaire-Est est un ancien canton français, situé dans le département de la Loire-Atlantique (région Pays de la Loire).

## Histoire
Le canton de Saint-Nazaire-Est a été créé par décret du 23 juillet 1973 scindant en trois le canton de Saint-Nazaire.
Il est supprimé lors du redécoupage cantonal de 2014 par le décret du 25 février 2014.

## Représentation
| Période | Période | Identité           | Étiquette   | Qualité |
| ------- | ------- | ------------------ | ----------- | --- |
| 1973    | 1992    | Pierre Verdy       | PS          | Conseiller municipal de Saint-Nazaire |
| 1992    | 1998    | Maxime Batard      | PS puis MDC | Adjoint au maire de Saint-Nazaire |
| 1998    | 2015    | Philippe Grosvalet | PS          | Cadre associatif Conseiller municipal (et ancien adjoint au maire) de Saint-Nazaire Président du Conseil Général (2011-2015) Elu en 2015 dans le Canton de Saint-Nazaire-2 |

## Composition
Lors de sa création, le canton est composé de la portion de territoire de la ville de Saint-Nazaire déterminée par le rivage de la Loire (de la forme écluse Louis Joubert à l'embouchure du Brivet), le rivage Sud du Brivet (jusqu'à la limite de la commune avec celle de Trignac), la limite de la ville de Saint-Nazaire avec celle de la commune de Trignac (jusqu'au prolongement de la rue Vasco-de-Gama) et l'axe des voies ci-après : prolongement de la rue Vasco-de-Gama (jusqu'aux voies S. N. C. F. côté Sud), les voies S. N. C. F. (jusqu'à la hauteur du chemin de Goulvé), le côté Ouest du chemin vicinal 205 (jusqu'au chemin de Guindref), le côté Est du chemin de Guindref (jusqu'à l'intersection de ce chemin avec la rue Guy-de-Maupassant), route de Guindref (numéros pairs), jusqu'à l'intersection de cette voie avec la rue Jean-Gutenberg), une ligne parallèle à la rue Albert-Camus passant à l'Est des immeubles bordant cette voie (jusqu'au boulevard de l'Hôpital), boulevard de l'Hôpital (du numéro 114 au numéro 2), rue Gay-Lussac (du numéro 26 au numéro 20), rue Faraday (numéros pairs), boulevard Mermoz (du numéro 5 au numéro 13), rue du Commandant-Gâté (du numéro 118 au numéro 2), rue du Général-de-Gaulle (du numéro 108 au numéro 60), avenue de la République (du numéro 1 au numéro 39), rue de la Paix (du numéro 30 au numéro 2), rue Roger-Salengro (numéros impairs de la rue de la Paix à la rue de Saintonge), rue de Saintonge (numéros pairs de la rue Roger-Salengro à la rue du Dolmen), rue du Dolmen (côté Est de la rue de Saintonge à la rue de Stalingrad), rue de Stalingrad (côté Nord de la rue du Dolmen à la rue Henri-Gautier), la partie Nord de la place de l'Industrie (de la rue Henri-Gautier au boulevard Paul-Leferme), boulevard Paul-Leferme (côté Ouest de la place de l'Industrie à l'avenue du Pertuis), avenue du Pertuis (côté Nord du boulevard Paul-Leferme au quai du bassin de Penhoët) et une ligne passant par l'axe de la forme écluse L.-Joubert (du bassin de Penhoët au rivage de la Loire).
Le canton de Saint-Nazaire-Est comptait 20 811 habitants (population municipale) au 1er janvier 2012.
| Nom                       | Code Insee | Intercommunalité                             | Population (dernière pop. légale)               |
| ------------------------- | ---------- | -------------------------------------------- | ----------------------------------------------- |
| Saint-Nazaire (chef-lieu) | 44184      | CA de la Région Nazairienne et de l'Estuaire | Fraction : 20 811(2012) Commune : 69 350 (2014) |

## Démographie
| 2006   | 2007   | 2008   | 2009   | 2010   | - |
| ------ | ------ | ------ | ------ | ------ | - |
| 21 828 | 21 713 | 21 252 | 20 999 | 20 878 | - |